# Philereme variegata
Philereme variegata är en fjärilsart som beskrevs av Barend J. Lempke 1967. Philereme variegata ingår i släktet Philereme och familjen mätare. Inga underarter finns listade i Catalogue of Life.